# هاپوگاسدنیا
هاپوگاسدنیا (به لاتین: Hapugasdeniya) یک منطقهٔ مسکونی در سری‌لانکا است که در استان مرکزی (سری‌لانکا) واقع شده‌است.